# Бедленко
Бедленко (пол. Bedlenko) — село в Польщі, у гміні Конське Конецького повіту Свентокшиського воєводства.
Населення — 335 осіб (2011).
У 1975-1998 роках село належало до Келецького воєводства.

## Демографія
Демографічна структура на день 31 березня 2011 року:
|          | Загалом | Допрацездатний вік | Працездатний вік | Постпрацездатний вік |
| -------- | ------- | ------------------ | ---------------- | -------------------- |
| Чоловіки | 176     | 42                 | 124              | 10                   |
| Жінки    | 159     | 42                 | 83               | 34                   |
| Разом    | 335     | 84                 | 207              | 44                   |